# Codice Piano Benedettino

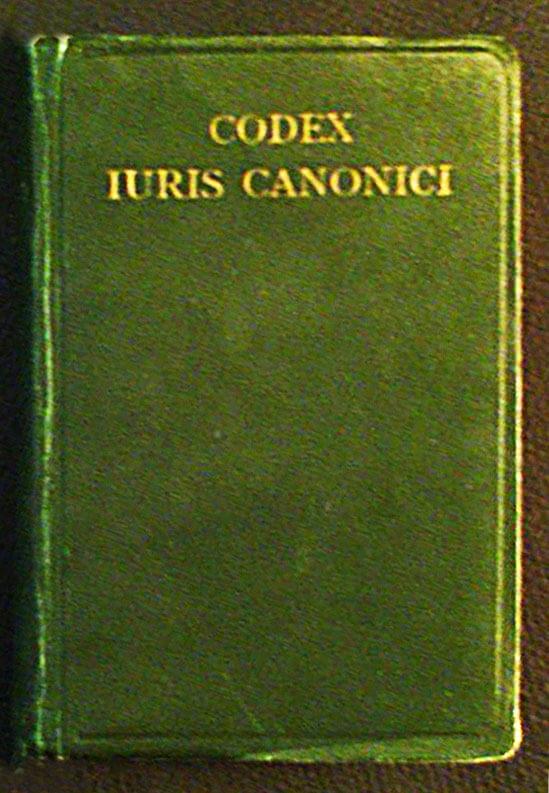
Copertina di un'edizione del codice

Il Codice Piano Benedettino (detto anche Codice Pio Benedettino), promulgato da papa Benedetto XV il 27 maggio 1917 per mezzo della bolla pontificia Providentissima Mater, ed entrato in vigore il 19 maggio 1918, è stato il codice normativo della Chiesa cattolica dalla sua pubblicazione fino all'entrata in vigore del nuovo Codice di diritto canonico, avvenuta nel 1983 sotto il pontificato di papa Giovanni Paolo II.

## Storia
Fino al 1917 le norme canoniche erano state regolate dal Corpus Iuris Canonici, che era l'insieme delle collezioni ufficiali di decretali pontificie, emanate dal Decreto di Graziano in poi; il testo definitivo del Corpus fu preparato da una commissione istituita da papa Pio V e venne promulgato da papa Gregorio XIII nel 1582.
Tuttavia, così come nell'ambito del diritto civile a partire dalla promulgazione del Codice napoleonico, anche in ambito ecclesiale, si era sviluppato il desiderio di avere una sola legge organicamente strutturata. Nacque, dunque, la necessità di rendere il diritto ecclesiastico meno dinamico e complesso, ma più organizzato e fluido, adottando la scelta di un unico testo normativo. Papa Benedetto XV, nella bolla pontificia Providentissima Mater, che promulgava il Codice Piano Benedettino, rese noto l'iter che portò alla genesi delle nuove norme canoniche. Egli, nel documento di promulgazione si espresse così riguardo alle norme ecclesiastiche precedenti:
(Papa Benedetto XV, bolla pontificia Providentissima Mater)
Come già detto nel testo citato, l'idea di redigere un codice normativo per la Chiesa cattolica nacque dall'intuizione di papa Pio X, immediato predecessore di Benedetto XV, il quale avviò il processo di revisione delle leggi subito dopo la sua elezione a pontefice. Papa Benedetto XV, sempre nella medesima bolla, esplicitò la nascita del codice normativo così dicendo:
(Papa Benedetto XV, bolla pontificia Providentissima Mater)
Pio X, dunque, volle che il cardinale segretario di Stato Rafael Merry del Val, con lettere indirizzate a ciascuno degli arcivescovi del mondo cattolico, affidasse loro il compito di far pervenire alla Santa Sede una relazione che indicasse quali fossero le fallacie o i punti che richiedessero qualche modifica del diritto canonico fino ad allora vigente. In seguito, convocati un grande numero di esperti in disciplina canonica da Roma e non solo, papa Pio X diede mandato all'allora arcivescovo titolare di Cesarea di Palestina Pietro Gasparri, poi divenuto cardinale, di dirigere e completare l'opera di revisione delle norme. Il Santo Padre costituì una commissione di cardinali che aveva il compito di esaminare accuratamente i canoni preparati, di modificarli, di correggerli e di perfezionarli secondo il loro parere. Infine, prima della promulgazione definitiva, il Papa inviò a tutti i vescovi e a molti prelati un esemplare del nuovo codice appena redatto, affichè ciascuno potesse manifestare liberamente le proprie considerazioni sui canoni rielaborati.
Durante le fasi ultime di questo processo di revisione e approvazione dei nuovi canoni, Pio X morì, e dunque toccò al suo successore, Benedetto XV, il compito di portare a termine tali riforme. Papa Benedetto XV con queste parole, infatti, descrisse codesto passaggio storico: 
(Papa Benedetto XV, bolla pontificia Providentissima Mater)
Al termine della bolla pontificia, datata 27 maggio 1917, solennità di Pentecoste, Benedetto XV dichiarò che il nuovo codice di diritto canonico era da ritenersi promulgato per mezzo della medesima bolla, e inoltre stabilì che il nuovo codice sarebbe entrato in vigore l'anno successivo, il 19 maggio 1918, solennità di Pentecoste.
Per garantire la validità e l'interpretazione corretta dei canoni, papa Benedetto XV istituì la Pontificia commissione per l'interpretazione autentica del codice di diritto canonico (Pontificium Consilium Codicis Iuris Canonici Authentice Interpretando), composta da cardinali ed esperti di diritto canonico, con l'incarico di fornire interpretazioni autentiche del nuovo codice. Questa commissione aveva il diritto di pronunciarsi su questioni interpretative, consultando le Sacre Congregazioni in casi particolari, o addirittura il papa.
Come detto in precedenza, questo codice rimase in vigore nella Chiesa cattolica fino al 1983, anno in cui papa Giovanni Paolo II promulgò un testo rinnovato del Codice di diritto canonico, seguito anche dal Codice dei canoni delle Chiese orientali.

## Contenuto e suddivisione
Il codice era composto da 2414 canoni, suddivisi in 5 libri, come segue:
- Normae generales ("norme generali"): tratta delle leggi ecclesiastiche, della loro efficacia, della consuetudine, dei rescritti, dei privilegi, delle dispense;
- De personis ("le persone"): tratta della disciplina riguardante chierici, religiosi e laici;
- De rebus ("le cose"): riguarda i Sacramenti, i luoghi e tempi sacri, il culto divino, il magistero della Chiesa, i benefici e altri istituti non collegiali;
- De processibus ("i processi"): riguarda i giudizi, le cause di beatificazione e canonizzazione, i procedimenti speciali per i chierici;
- De delictis et poenis ("i delitti e le pene"): tratta tutta la materia penale.